# R.S. Mangalam
R.S. Mangalam (voluit: Raja Singa Mangalam) is een panchayatdorp in het district Ramanathapuram van de Indiase staat Tamil Nadu. 

## Demografie
Volgens de Indiase volkstelling van 2001 wonen er 11.044 mensen in R.S. Mangalam, waarvan 49% mannelijk en 51% vrouwelijk is. De plaats heeft een alfabetiseringsgraad van 67%.